# Калата (река)
Калата́ (Калати́нка) — малая река на Среднем Урале, протекающая по землям муниципального округа Верхний Тагил и Кировградского муниципального округа Свердловской области. Впадает в Чигирское озеро.
В 1812 году около реки Калаты была найдена медная руда. Наименование реки — Калата — легло в основу названия поселения, которое в дальнейшем превратилось в город Кировград. Название Калата город носил до 21 декабря 1935 года.

## География
Река Калата протекает в восточных окрестностях города Верхнего Тагила и в южных окрестностях города Кировграда. Местность в районе русла Калатинки преимущественно лесистая, непроходимая. Длина водотока — приблизительно 10 км.
Калата начинается небольшим ручейком приблизительно в 0,6 км к западу от тройного разветвления автодорог на города Кировград, Верхний Тагил и посёлок Нейво-Рудянка. Сначала русло реки пересекает верхнетагильское направление автодороги, затем нейво-рудянское. Южнее дороги на Нейво-Рудянку Калата протекает через болотистую местность. Изначально река течёт на юго-восток, но постепенно меняет направление на север и северо-восток, огибая Липовую гору. В верхнем течении в Калатинку впадают несколько небольших безымянных водотоков.
Русло реки пересекает несколько линий электропередач и выходит к южным окраинам Кировграда, которые заняты промышленной зоной. Затем река поворачивает на юг и течёт приблизительно 2 километра в сторону Чигирского озера. Устье Калаты находится на западном берегу озера и образует небольшой залив. Здесь же находится насосная станция.